# Хорн, Карина
Карина Хорн (англ. Carina Horn; род. 9 марта 1989 года, ЮАР) — южноафриканская легкоатлетка, специализирующаяся в беге на короткие дистанции. Победительница чемпионата Африки 2016 года в эстафете 4×100 м и серебряный призёр на дистанции 100 м. Участница Олимпиады 2016 года в Рио-де-Жанейро.

## Биография и карьера
Дебютировала на международной арене в 2010 году на чемпионате Африки в Найроби, где заняла 7 место на дистанции 200 метров. С 2012 года тренируется под руководством Райнера Шопфа в Австрии. 11 июля 2015 года на соревнованиях в Мадриде Карина повторила результат национального рекорда ЮАР в беге на 100 метров, установленный в 1990 году (11,06 с).

## Основные результаты
| Год  | Соревнования               | Место проведения         | Место   | Дистанция    | Результат |
| ---- | -------------------------- | ------------------------ | ------- | ------------ | --------- |
| 2010 | Чемпионат Африки           | Найроби, Кения           | 7       | 200 м        | 24,04     |
| 2014 | Чемпионат мира в помещении | Сопот, Польша            | 20 (sf) | 60 м         | 7,34      |
| 2015 | Чемпионат мира             | Пекин, Китай             | 17 (sf) | 100 м        | 11,15     |
| 2016 | Чемпионат Африки           | Дурбан, ЮАР              | 2       | 100 м        | 11,07     |
| 2016 | Чемпионат Африки           | Дурбан, ЮАР              | 1       | эст. 4×100 м | 43,66     |
| 2016 | Летние Олимпийские игры    | Рио-де-Жанейро, Бразилия | 17 (sf) | 100 м        | 11,20     |